# Удовичич, Ваня
Ва́ня Удо́вичич (серб. Вања Удовичић, родился под именем Фра́ньо Удо́вичич; 12 сентября 1982, Белград, Сербия) — сербский ватерполист, член сборной Сербии. 
Свою ватерпольную карьеру начал в клубе «Партизан», продолжил в клубе «Ядран» из Херцег-Нови (Черногория), играл за итальянский «Про Рекко» и хорватский «Младост».
Министр спорта Сербии с 2 сентября 2013 по 26 октября 2022 года.